# Heartstrings
Heartstrings (romanización revisada, Neon Naege Banhaesseo) también conocida en español como Te enamoraste de mí y Cuerdas del corazón, es una serie de televisión surcoreana emitida durante 2011 y protagonizada por Park Shin Hye y Jung Yong Hwa. Fue emitida por MBC desde el 29 de junio hasta el 19 de agosto de 2011, con una longitud de 15 episodios emitidos cada miércoles y jueves a las 21:55 (KST).

## Sinopsis
Lee Shin (Jung Yong Hwa) es un estudiante universitario con especialización en la música occidental. También es el vocalista y guitarrista de la banda de "The Stupid". Shin es conocido por su buena apariencia, personalidad arrogante y fuerte pasión por la música. Todo el mundo lo ve como un corazón frío y distante, pero tiene un lado suave en su interior escondido. Carece de interés en cualquier cosa que no esté relacionada con la música y no tiene ni sueños ni planes para el futuro. Al principio le gusta Jung Yoon Soo, una profesora de danza de la universidad, pero todo esto cambia cuando conoce a Lee Kyu Won (Park Shin Hye).
Lee Kyu Won (Park Shin Hye) es una estudiante alegre, brillante y de salida, que nació en una familia prestigiosa y se especializa en la música tradicional coreana, su instrumento es el gayageum. El abuelo de Kyu Won, (Lee Dong Gun), es uno de los 3 mejores músicos tradicionales de su edad y su mayor deseo es ver a su nieta convertirse en un prodigio de la música tradicional. Tratando de cumplir con las expectativas de su abuelo, Kyu Won se sumerge en la práctica y se convierte en una estudiante universitaria que no sabe nada más fuera de sus estudios. A medida que sus amigos son fanáticos de "The Stupid", se ve obligada a ir al concierto de la banda con ellos. Allí ve a Lee Shin, tocando en vivo, y es inmediatamente cautivada por él.
Por otro lado, Kim Suk Hyun (Song Chang Ui) es el nuevo Director del festival de la Universidad, un productor de Broadway  que regresa a Corea y el cual tuvo una relación tormentosa en el pasado con la profesora de ballet Jung Yoon Soo (So Yi Hyun), de la cual Lee Shin está enamorado. Sin embargo, todo parece cambiar cuando los intereses de Lee Shin lentamente comienzan a centrarse en su "juguete de tortura", la alegre Kyu Won, quien a pesar de detestar la odiosa forma de ser de Lee Shin, no puede evitar enamorarse de él, pero al estar consciente de los sentimientos de éste hacía la profesora, decide romper todo lazo que los una, justo en el momento en que Lee Shin acepta su amor por ella; ahora él tendrá que luchar por conseguir nuevamente el amor de Kyu Won.
Yeo Joon Hee (Kang Min Hyuk), es el mejor amigo de Lee Shin, un chico tímido, siempre con gran apetito. Tiene un dispositivo completo de la personalidad, como un "chico torpe de día", y un "cool baterista por la noche". Durante una de sus fases torpes durante el día, se encuentra con la princesa de la Universidad e hija del presidente, Han Hee Joo (Woo Ri), de quien inmediatamente se enamora perdidamente. Sin embargo, hay aspectos oscuros de la personalidad Hee Joo que su ingenuidad lo sabe, y en la serie, lucha entre sus cada vez mayores sentimientos hacia Hee Joo y ayudar a sus amigos mientras se pone en peligro sus vidas universitarias.
En el momento en que Kyu Won decide unirse a la realización del festival, cada uno ve su talento potencial y en el canto su dulce voz, esto desencadena que la madre de Hee Joo, aprovechando la gran amistad que surge entre Kyu Won y el director del festival, haga planes junto con Tae Joon (Lee Jung Hun), uno de los administradores de la Universidad, para destruir a Lee Kyu Won y la imagen del Director, tendiéndoles una trampa para vincularlos sentimentalmente, y así conseguir que Kyu Won salga del próximo festival, en su temor de que ella pueda eclipsar a su hija Han Hee Joo.

## Reparto

### Personajes principales
- Park Shin Hye como Lee Kyu Won.
- Jung Yong Hwa como Lee Shin.
- Song Chang Ui como Kim Suk Hyun.
- So Yi Hyun como Jung Yoon Soo.
- Kang Min Hyuk como Yeo Joon Hee.
- Woo Ri como Han Hee Joo.
- Lee Hyun Jin como Hyun Ki Young.
- Im Se-mi como Cha Bo Woon.

### Personajes secundarios
- Lee Jung Hun como Lim Tae Joon.
- Jung Kyung Ho como Goo Jung Eun.
- Jang Seo Won como Lee Soo Myung.
- Shin Goo como Lee Dong Jin.
- Sun Woo Jae Duk como Lee Sun Ki.
- Lee Il Hwa como Song Ji Young.
- Moon Ga Young como Lee Jung Hyun.
- Kim Sun Kyung como Profesor Hong.
- Seo Bum Suk como Lee Hyun Soo.
- Oh Won Bin como Guitarrista de The Stupid.
- Song Se Hyun como Bajista de The Stupid.

## Banda sonora
La banda sonora de "Heartstrings" fue lanzado en cuatro partes cada semana a partir del 29 de junio de 2011 y concluyendo el 20 de julio de 2011.

| Parte 1 |                                                                |               |          |  |
| N.º     | Título                                                         | Artista       | Duración |  |
| 1.      | «넌 내게 반했어» (Neon Naege Banhaesseo, You've Fallen for Me) | Jung Yong Hwa | 3:11     |  |
| 2.      | «사랑하게 되는 날» (The Day We Fall in Love)                   | Park Shin Hye | 3:22     |  |

| Parte 2 |             |               |          |  |
| N.º     | Título      | Artista       | Duración |  |
| 1.      | «별» (Star) | Kang Min Hyuk | 3:12     |  |

| Parte 3 |                                                                                                |                 |          |  |
| N.º     | Título                                                                                         | Artista         | Duración |  |
| 1.      | «그리워서...» (Geuriwoseo..., Because I Miss You...)                                           | Jung Yong Hwa   | 4:35     |  |
| 2.      | «어떻게 하면 좋을까요» (Eotteohke Hamyeon Joheulkkayo, What Do You Want Me to Do)              | Varios artistas | 2:20     |  |
| 3.      | «그대를 만나러 갑니다» (Geudaereul Mannareo Gabnida, Going to Meet Me)                         | Varios artistas | 2:01     |  |
| 4.      | «그리워서... (Inst.)» (Geuriwoseo... (Inst.), Because I Miss You... (Inst.))                   | Varios artistas | 4:35     |  |
| 5.      | «넌 내게 반했어 (Inst.)» (Neon Naege Banhaesseo (Inst.), You've Fallen for Me (Inst.))         | Varios artistas | 3:11     |  |
| 6.      | «그리워서... (Guitar Ver.)» (Geuriwoseo... (Guitar Ver.), Because I Miss You... (Guitar Ver.)) | Varios artistas | 1:55     |  |
| 7.      | «싸울 준비 되었나요» (Ssaul Junbi Doeeotnayo, Are You Ready to Fight?)                         | Varios artistas | 1:52     |  |

| Parte 4 |                                                                    |             |          |  |
| N.º     | Título                                                             | Artista     | Duración |  |
| 1.      | «모르나봐» (Moreunabwa, I Don't Know)                              | M Signal    | 5:04     |  |
| 2.      | «꼭은 아니더라도» (Kkogeun Anideorado, Even If It's Not Necessary) | F.T. Island | 4:25     |  |

| Especial |                                                                                          |                 |          |  |
| N.º      | Título                                                                                   | Artista         | Duración |  |
| 1.       | «모르나봐» (Moreunabwa, I Don't Know)                                                    | M Signal        | 5:06     |  |
| 2.       | «그래 웃어봐» (Geurae Useobwa, Give Me a Smile)                                          | M Signal        | 3:38     |  |
| 3.       | «친구로만 알았는데» (Chinguroman Ar-atneunde, Thought We Are Only a Friend)              | Oh Won Bin      | 3:57     |  |
| 4.       | «꼭은 아니더라도» (Kkogeun Anideorado, Even If It's Not Necessary)                       | F.T. Island     | 4:25     |  |
| 5.       | «그리워서... (Band Ver.)» (Geuriwoseo... (Band Ver.), Because I Miss You... (Band Ver.)) | Jung Yong Hwa   | 3:05     |  |
| 6.       | «모르나봐 (Inst.)» (Moreunabwa (Inst.), I Don't Know (Inst.))                            | M Signal        | 5:06     |  |
| 7.       | «그래 웃어봐 (Fusion Ver.)» (Geurae Useobwa (Fusion Ver.))                               | M Signal        | 3:42     |  |
| 8.       | «The Battle of Life»                                                                     | Varios artistas | 2:14     |  |
| 9.       | «비제를 위하여» (Bijereul Wihayeo)                                                       | Varios artistas | 2:00     |  |
| 10.      | «슬픈 사생결단» (Seulpeun Sasaeng-gyeoldan, Sorrowful Decision)                          | Varios artistas | 1:30     |  |

## Emisión internacional
- Canadá: All TV.
- Emiratos Árabes Unidos: MBC4.
- Hong Kong: TVB Japanese.
- Japón: Fuji TV.
- Malasia: 8TV.
- Singapur: VV Drama.
- Taiwán: Videoland Drama.